# Euphthiracarus clavatus
Euphthiracarus clavatus är en kvalsterart som beskrevs av Wojciech Niedbała 2004. Euphthiracarus clavatus ingår i släktet Euphthiracarus och familjen Euphthiracaridae. Inga underarter finns listade i Catalogue of Life.